# Макогон Поліна Олександрівна
Поліна Макогон (також Макагон) (1919–1943) — учасниця Німецькорадянської війни, літунка 46-го гвардійського легкобомбардувального нічного авіаційного полку, гвардії лейтенант.

## Біографія
Народилася 1919 року в с. Балки, нині Запорізької області.
Член ВКП(б) / КПРС з 1939 року .
У Червоній Армії з 1941 року з мобілізації ГВФ. Закінчила Енгельську військову школу. У діючій армії — з травня 1942 року.
Командирка 3 ескадрильї 46-го гвардійського нічного бомбардувального авіаційного полку 325-ї нічної бомбардувальної авіаційної дивізії 4-ї повітряної армії, гвардії лейтенант. У грудні 1942 року в полку створили ще одну, третю, ескадрилью. Її командиром призначили Поліну Макогон, штурманом Лідію Свистунову.
Брала участь у битві за Кавказ, очищенню від нацистів Кубані, завдавала бомбових ударів по військових об'єктах.
Загинула в ніч з 31 березня на 1 квітня 1943 під час виконання бойового завдання :

У квітні 1943 року ми стояли в селі Пашковський, на околиці Краснодара, звідки ми літали проягом двох місяців. Там, в ніч на 1 квітня, сталася трагедія ...
Як завжди, аеродром  був неосвітлений, літаки, що повертаються з бойової місії, підходили в повній темряви та з погашеними вогнями АНВ (аеронавігаційні вогні - три лампочки: праворуч та ліворуч площині та на хвості: червоний, білий і зелений). На четвертому розвороті тілак  Юлії Пашкової та Каті Доспанової зіткнулася з літаком командира ескадри Поліни Макагон та Ліди Свистунової. Спочатку вони почули лише тріск та грохіт від падіння машин. Вони були повністю розбиті. Макагон і Свістонова загинули відразу. Вони намагалися врятувати Юлію, але 4 квітня вона також померла.
Хтось була винна у цій катастрофі, відволіклася, не бачила силуету машини, що йшла попереду. І ми заплатили за це з трьома життями...
— Ракобольская И., Кравцова Н. Нас называли ночными ведьмами. Так воевал женский 46-й гвардейский полк ночных бомбардировщиков. 2-е издание, дополненное. - М. Издательство МГУ, 2005.
Похована в станиці Пашковській, нині мікрорайон міста Краснодара.

## Пам'ять
В станиці Пашковській було встановлено обеліск із мармуровою табличкою та написом похованих.

## Нагороди
У вересні 1942 року нагороджена орденом Червоного Прапора за 136 бойових вильотів та скидання на голову ворога понад 6000 кг бомб і снарядів.
У квітні 1943 року нагороджена
1-го ступеня за 259 бойових вильотів.